# Petry
Petry este o familie nobiliară de origine germană din România. 
Originea numelui provine de la ucraineanul Petry folosit ca prenume cu semnificația „fiul lui Petre”. Numele de familie Petry a fost extrem de des întîlnit la popoarele creștine din Europa Evului mediu. 

Blazonul Familiei Petry - Anglia

Blazonul Familiei Petry - Germania 1

Blazonul Familiei Petry - Germania 2

Blazonul Familiei Petry - Italia 1

Blazonul Familiei Petry - Italia 2

În Germania apare pentru prima dată în jurul anului 1300 iar în Anglia apare folosit ca variantă a numelui PIERS. Variante ale nuymelui de familie Petry sunt Petrovici, Peter și Petre.
Unul din cei mai renumiți membri ai acestei familii a fost prințul rus Alexie Petrovici (1670-1718), fiul cel mare al lui Petru I, născut în Moscova.
În România familia Petry este amintită pentru prima dată în documentele din anul 1700, în Transilvania. Tot documentele amintesc și de Frantz Petry și fiul său Carol ce, sosiți din Germania (Köln și Frankfurt am Main) în România, se stabilesc pe la 1890 la Craiova fiind angajați ca litografi la tipografia „Samitca“. Fiul lui Carol Petry, inspectorul financiar Vilhelm (Vili) Petry, era bunicul graficianului Bogdan Petry.
Familia Petry se mai înrudește și cu familia nobiliară Mociorniță.
Din această familie provine artista Maria Petry, menționată în diverse piese de teatru jucate în Bucureștiul anilor 1850, Basile Petry - organizatorul școlii moderne pentru românii din Transilvania, scriitorul, profesorul și pictorul Marian Petry, scriitorul și caricaturistul Cezar Petry și graficianul Bogdan Petry.